# Félix Sanzel
Félix Sanzel fue un escultor francés, nacido el año 1829 en París y fallecido el 1883 en la misma ciudad.

## Datos biográficos
Recibió una mención de honor en el Salón de París del año 1861.
Fue el primer profesor del escultor francés, emigrado a los Estados Unidos, Louis Jules Gabriel Mounier (1852 - 1937 ).
Su estudio estuvo ubicado en el número 16 de la rue de Chàlons.

## Obras

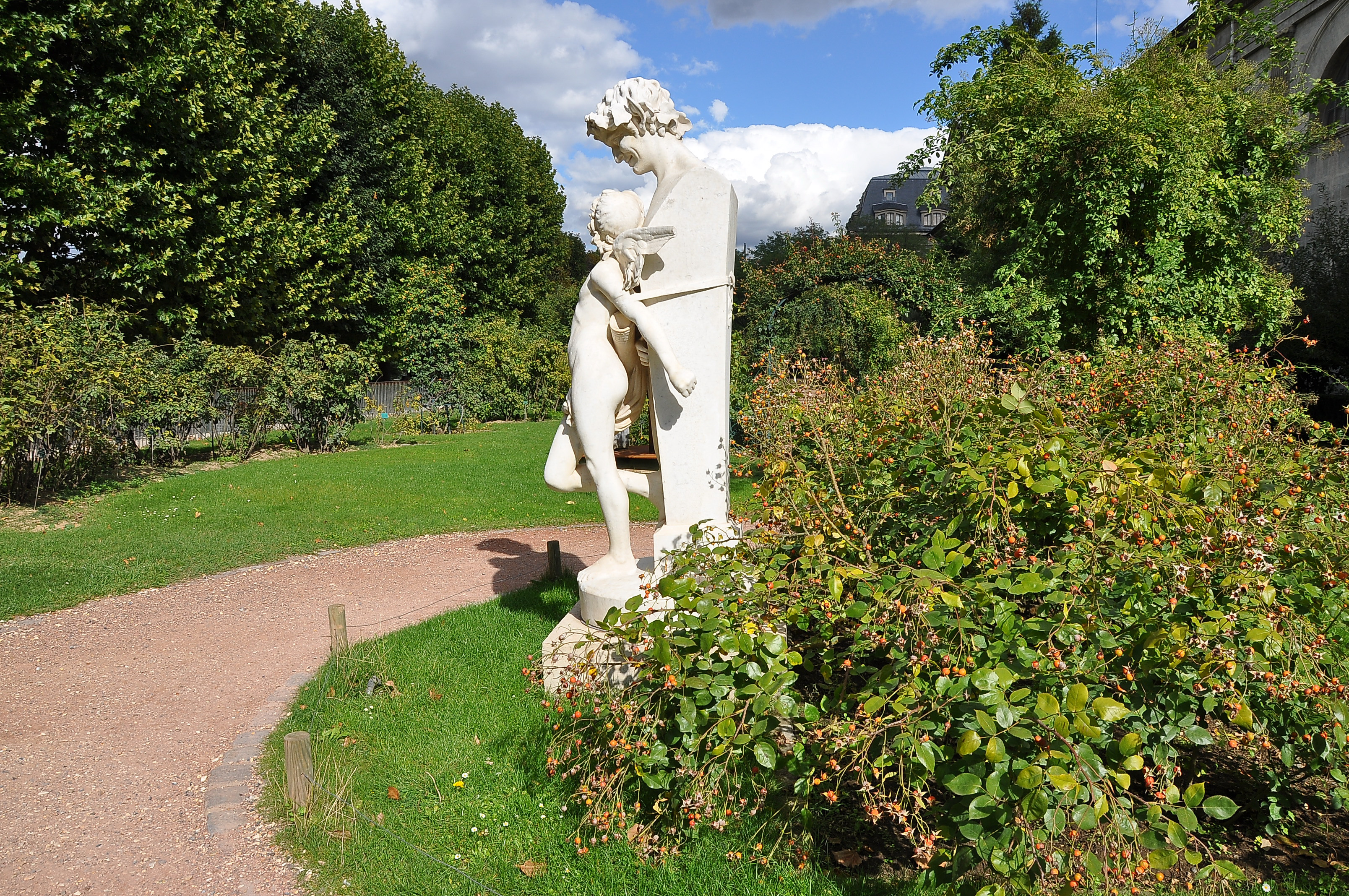
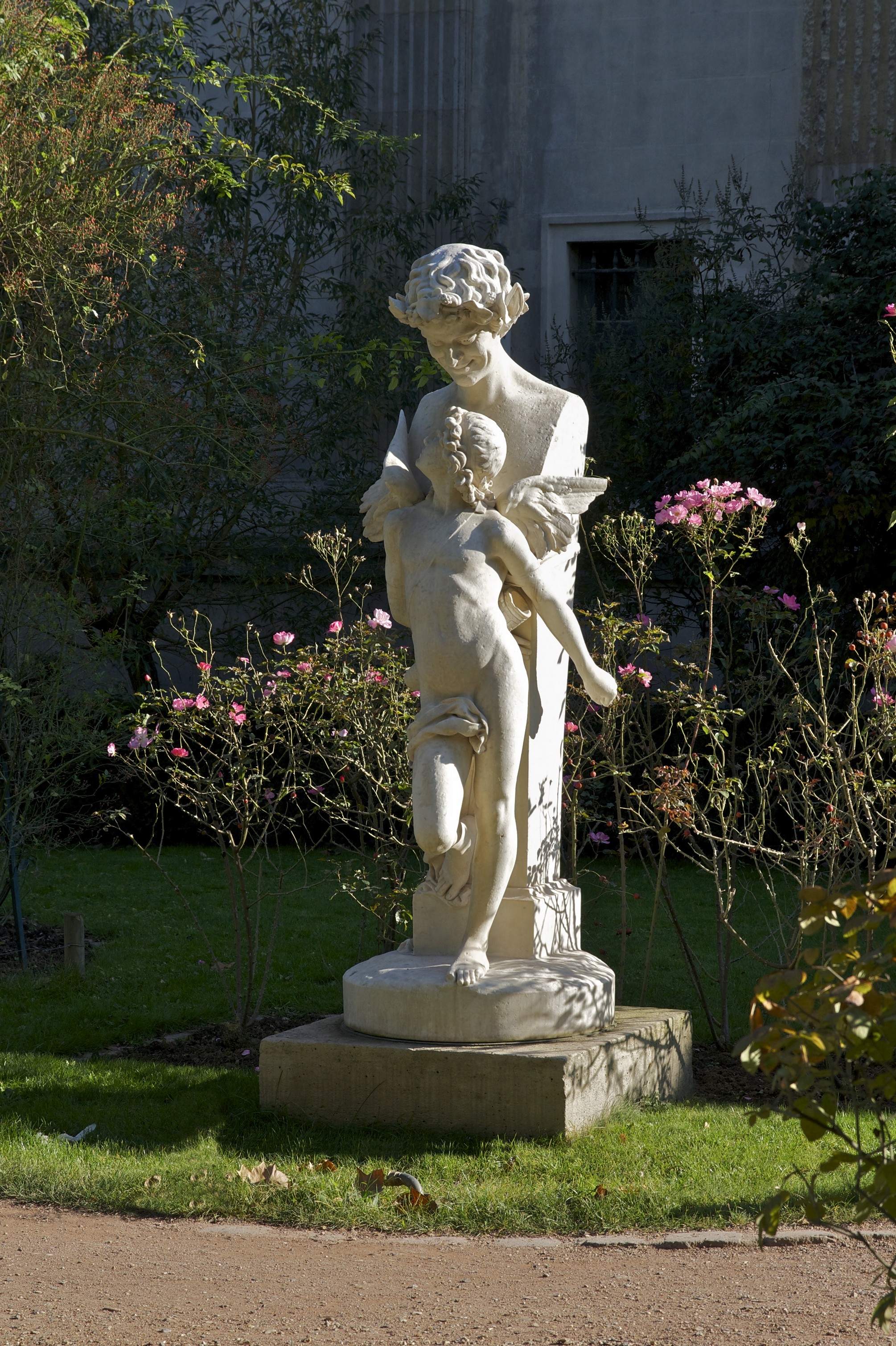

Entre las obras más conocidas del escultor se encuentran las siguientes:
- L'Amour prisonnier[4]

El Amor prisionero, mármol (1868). Instalado en la rosaleda del Jardín de plantas de París . Por esta obra recibió 8000 francos.
48°50′31.16″N 2°21′27.50″E / 48.8419889, 2.3576389

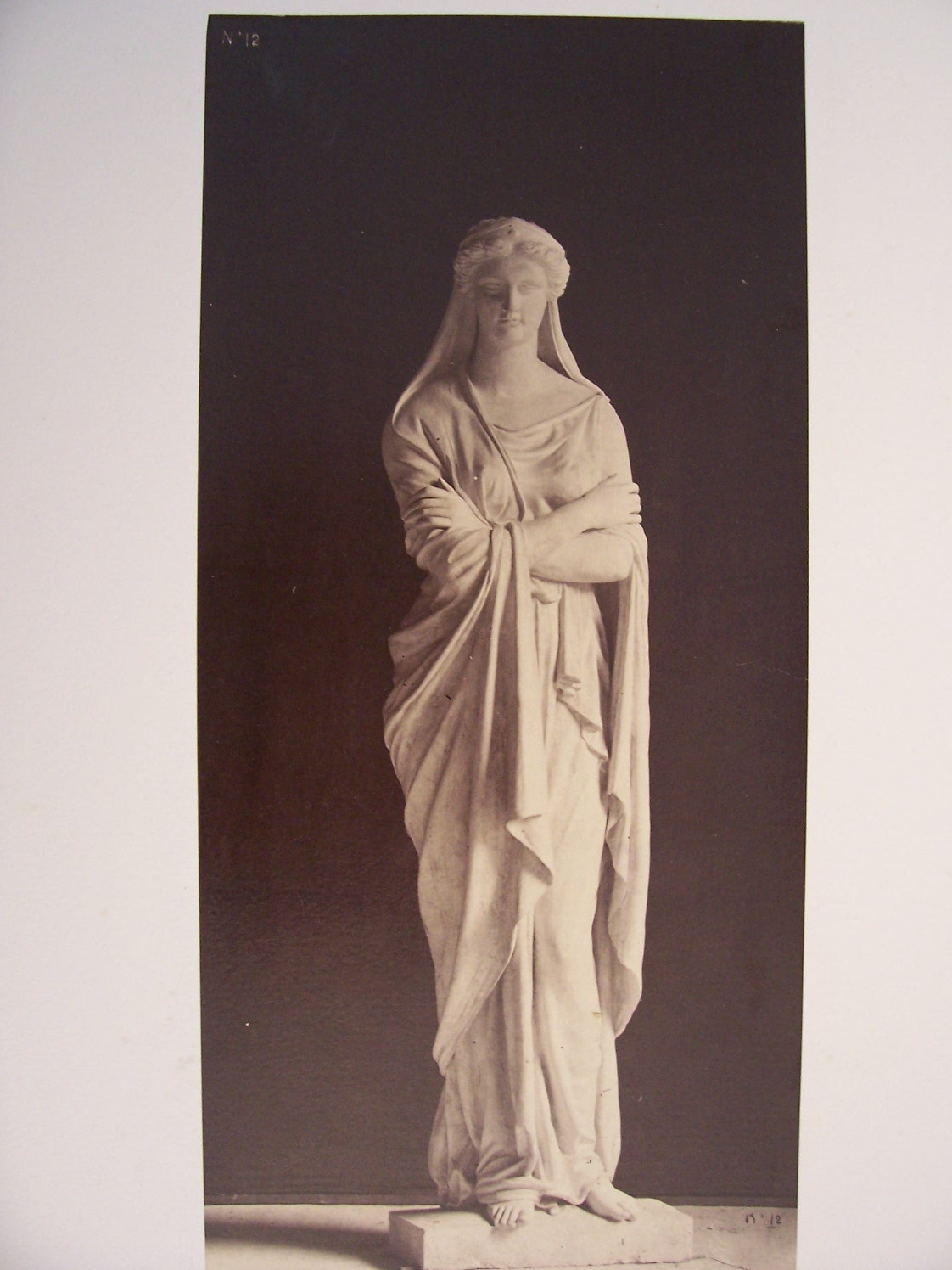
La Dignité

La Dignidad, figura alegórica (1872); decora el gran recibidor de la Ópera Garnier de París. El yeso preparatorio se conserva en el museo de Orsay de París.
- La Dignité

 Pulsar sobre la imagen para ampliar. 
- También es el autor de una figura de la diosa Ceres para el Louvre (1861), un busto del escritor Fénelon (1872).